# Antechinus godmani
Антехінус красивий (Antechinus godmani) — вид сумчастих, родини кволових. зустрічається в нагір'ъ Атертон вище 650 м (до 1650 м) на північному сході штату Квінсленд, Австралія. Вид, як видається, обмежується вузькою смугою (<30 км в ширину) верхового лісу вище 650 м над рівнем моря, де зустрічається в усіх основних типах лісу. Вага 53–125 грам.

## Етимологія
Вид названо на честь доктора Фредеріка дю Кейн Годмана (англ. Frederick du Cane Godman, 1834–1919) - британського натураліста, який, разом зі своїм другом Осбертом Селвіном, уклав масивну Biologia Centrali Americana, яка була випущена в частинах з 1888 до 1904. Годман і Селвін також представили свою спільну колекцію в Британському музеї природної історії за понад 15-річний період, починаючи з 1885 року. Годман був кваліфікованим юристом, але був багатий і йому не потрібно було заробляти на життя, так що він присвятив своє життя природній історії, зокрема, орнітології. Він побував у Норвегії, Росії, Азорських островах, Мадейрі, Канарських островах, Індії, Єгипті, Південній Африці, Гватемалі, Британському Гондурасі (Беліз) і на Ямайці. Деякі з його подорожей були зроблені з Селвіном. У 1870 році він опублікував Natural History of the Azores, or Western Islands і між 1907 і 1910 A Monograph of the Petrels.

## Загрози та охорона
Загрозою є фрагментація середовища проживання. У майбутньому зміна клімату може бути дуже серйозною загрозою. Цей вид присутній у Світовій спадщині ЮНЕСКО, Вологі тропіки Квінсленду.